# Internationale Friedensfahrt 2002
Die 55. Internationale Friedensfahrt (Course de la paix) war ein Straßenradrennen, das vom 10. bis 18. Mai 2002 ausgetragen wurde.
Die 55. Auflage der Internationalen Friedensfahrt bestand aus 10 Einzeletappen und führte auf einer Gesamtlänge von 1470 km von České Budějovice über Chemnitz nach Warschau. Mannschaftssieger war Team Mroz ( Polen). Der beste Bergfahrer war Ondřej Sosenka aus der Mannschaft CCC Mat ( Polen).
Insgesamt waren 120 Fahrer am Start. Bis zu 6 Fahrer pro Team waren erlaubt.
Teilnehmer waren:
| Teams                                    | Teams                                  |
| ---------------------------------------- | -------------------------------------- |
| CSC-Tiscali ( Dänemark)                  | Team Telekom ( Deutschland)            |
| Rabobank ( Niederlande)                  | Team Coast ( Deutschland)              |
| Team Gerolsteiner ( Deutschland)         | Index–Alexia Alluminio ( Italien)      |
| Mroz ( Polen)                            | CCC Polsat ( Polen)                    |
| Servisco – KOOP ( Polen)                 | Team Nürnberger ( Deutschland)         |
| Mikomax-Browar Staropolski ( Tschechien) | Team Cologne ( Deutschland)            |
| Team Wiesenhof ( Deutschland)            | De Nardi-Pasta Montegrappa ( Slowakei) |
| Palmans-Collstrop ( Belgien)             | Wüstenrot-ZVVZ ( Tschechien)           |
| Joko Velamos ( Tschechien)               | Vlaanderen-T-Interim ( Belgien)        |
| Ambra Obuwie ( Polen)                    |                                        |

| Tschechien U23 |

Der polnische Fahrer Piotr Przydział von der Mannschaft CCC Polsat hat das Rennen gewonnen, wurde aber des Dopings überführt und disqualifiziert. Sein Teamkollege Ondřej Sosenka rückte auf den ersten Platz vor. Auch der Sieger der 5. Etappe Heiko Szonn wurde nachträglich wegen Dopings disqualifiziert. Der Etappensieg wurde ihm aberkannt.

## Details
| Ergebnis | Ergebnis        | Ergebnis      | Ergebnis           | Ergebnis |
| -------- | --------------- | ------------- | ------------------ | -------- |
| Erster   | Ondřej Sosenka  | ø 41,8 km/std | CCC – Polsat ()    |          |
| Zweiter  | Aitor Garmendia |               | Team Coast ()      |          |
| Dritter  | Thomas Liese    |               | Team Nürnberger () |          |

| Etappe     | Start – Ziel                    | Etappensieger                     | Etappen- länge | Fahrzeit |
| ---------- | ------------------------------- | --------------------------------- | -------------- | -------- |
| 01. Etappe | Rund um České Budějovice        | Olaf Pollack (Team Gerolsteiner ) | 138 km         | 3:20:34  |
| 02. Etappe | Třeboň – Pardubice              | Olaf Pollack (Team Gerolsteiner ) | 179 km         | 4:22:54  |
| 03. Etappe | Pardubice – Hradec Králové      | Olaf Pollack (Team Gerolsteiner ) | 182 km         | 4:31:57  |
| 04. Etappe | Mladá Boleslav – Chemnitz       | Ondřej Sosenka (CP )              | 231 km         | 6:02:09  |
| 05. Etappe | Zwönitz – Riesa                 | Jakob Storm Piil (CSC-Tiscali )   | 163 km         | 4:03:31  |
| 06. Etappe | Oschatz - Riesa                 | Christian Lademann (AAMB )        | 035 km         | 2:40:21  |
| 07. Etappe | Riesa – Hoyerswerda             | Jacek Mickiewicz (CP )            | 098 km         | 1:59:07  |
| 08. Etappe | Wrocław – Bełchatów             | Remigius Lupeikis (Mroz )         | 215 km         | 4:47:41  |
| 09. Etappe | Piotrków Trybunalski – Warschau | Andrus Aug (De NPM Slowakei)      | 189 km         | 4:24:10  |
| 10. Etappe | Einzelzeitfahren in Warschau    | Ondrej Sosenka (CP )              | 040 km         | 2:48:34  |